# Le Petit Roi (motorfietsmerk)
Le Petit Roi is een historisch Frans motorfietsmerk dat in elk geval in 1940 100 cc-modellen maakte.